# Giuseppe Valenti

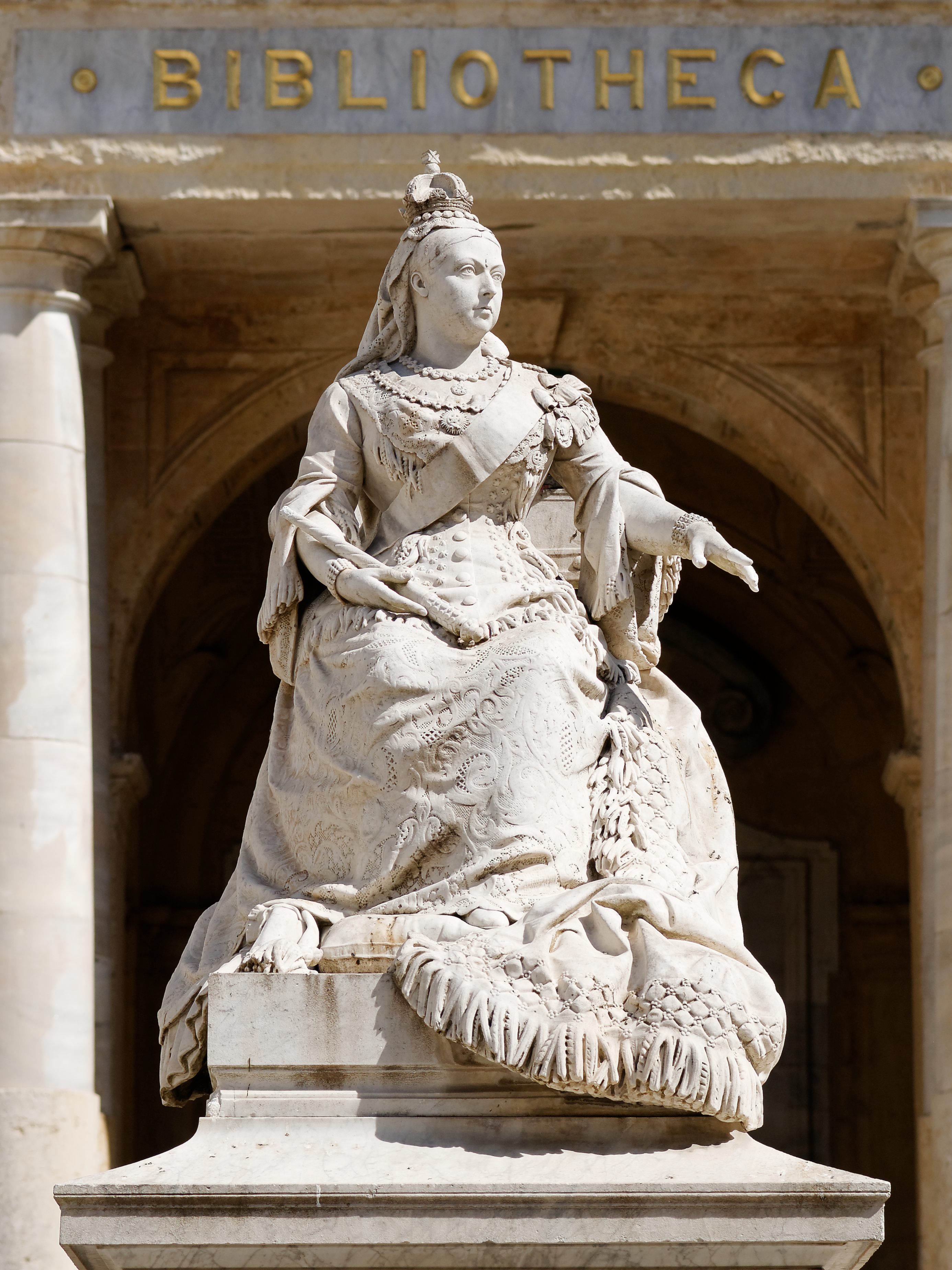
Pomnik królowej Wiktorii w Valletcie na Malcie

Giuseppe Valenti  – sycylijski rzeźbiarz działający na przełomie XIX i XX wieku.
Giuseppe Valenti urodził się w Palermo, był synem Salvatore Valentiego, który był także rzeźbiarzem i snycerzem, i wnukiem Giuseppe Valentiego, rzeźbiarza w drewnie.
Jego dzieła na Malcie obejmują siedzący posąg św. Publiusza w katedrze św. Pawła w Mdinie (1885), terakotowe popiersie gubernatora Lintorna Simmonsa w Casino Notabile (1887) i marmurowy pomnik królowej Wiktorii w Valletcie (1891). To ostatnie to jedno z najbardziej znanych dzieł artysty. Rzeźbił także pomniki nagrobne i różne inne dzieła dla kościołów w Palermo.
Spekuluje się również, że rzeźbiona kamieniarka na zewnątrz Casino Notabile mogła być dziełem Valentiego.